# Ходжа-Дурбад
Ходжа́-Дурба́д (тадж. Хоҷа Дурбад) — село у складі Хатлонської області Таджикистану. Входить до складу джамоату Талбака Садріддінова Шахрітуського району.
Населення — 1204 особи (2017).